# Germán Barbato
Germán Barbato (Montevideo, 14 de agosto de 1896 - Ib., 1965) fue un agrimensor, docente de educación secundaria y político uruguayo, afiliado al partido Colorado, que ejerció como Intendente de Montevideo.
Agrimensor de profesión, integró los consejos de la Facultad de Ingeniería de la Universidad de la República —en aquel entonces, denominada Facultad de Matemáticas— y de enseñanza secundaria, de la que fue profesor de Cosmografía.

## Intendencia
Fue intendente de Montevideo, interino de 1947 a 1950 y titular desde 1951 hasta 1954.  
Poco tiempo después de asumir como intendente de Montevideo, en febrero de 1948, Germán Barbato remite a la Junta Departamental de Montevideo el Plan Sexenal de obras. En su tercera etapa, correspondiente al año 1950, se proyecta el “Edificio e instalación del Museo Municipal de Ciencias en el Parque Pereyra Rosell”.

Planetario de Montevideo "Agrimensor Germán Barbato".

La construcción del planetario municipal en el zoológico de Villa Dolores, el "Planetario de Montevideo Agrimensor Germán Barbato", que lleva su nombre y fue inaugurado en 1955, es fruto de este proyecto inicial mucho más ambicioso.Fue el primer planetario de Latinoamérica y de todo el hemisferio sur, siendo además uno de los primeros construidos luego de la Segunda Guerra Mundial a nivel global.

Durante su administración también se comenzó la construcción del icónico Teatro de Verano (posteriormente bautizado como Ramón Collazo en 1986). En los preparativos para la 1° Exposición Nacional de la Producción, se encomendó al arquitecto Julio Giacosa, en ese entonces funcionario del Ministerio de Educación y Cultura, la construcción de un anfiteatro. El proyecto y obra contó con dos aspectos principales, el primero fue la perfecta visualización del escenario sin importar la ubicación del espectador y por otra parte, la acústica. Si bien el mismo contaba con un techo en forma de cúpula y de metal, el arquitecto Giacosa decidió colocar un cono interior de características especiales, en pos de lograr una buena acústica. La obra comenzó en 1954 y finalizó en 1956. 

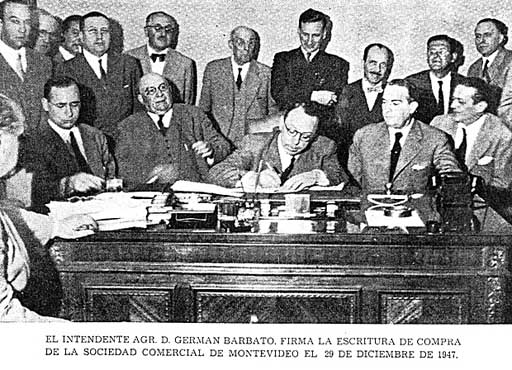

El Teatro de Verano, finalmente fue inaugurado el 10 de febrero de 1956, coincidiendo también con la inauguración del Cilindro Municipal, otro proyecto realizado con motivo del comienzo de la 1° Exposición Nacional de la Producción y diseñado por el arquitecto Lucas Ríos, quien contaría con la participación del ingeniero Alberto Sydney Miller y de Leonel Viera, quienes realizaron la estructura del mismo.
También durante su administración se municipalizaron los tranvías eléctricos a fines de 1947 y se introdujeron los trolebuses en 1951. 
Tras dejar el gobierno municipal, presidió el directorio de OSE.